# Doughboys (banda)
Os Doughboys foram uma banda canadense de rock alternativo fundada em 1987 que estava ativa no final dos anos 80 e início/meados dos anos 90. A banda era conhecida por sua mistura musical de melodias punk e pop.

## Primeiros anos
A banda foi formada em Montreal por John Kastner em 1987, após sua saída do The Asexuals. Naquele ano, os Doughboys lançaram seu primeiro álbum, Whatever, pela gravadora Pipeline Records. Em 1996 e 2000, a Chart Magazine classificou Whatever como o 28º maior álbum canadense de todos os tempos.
Ao longo de sua existência, a banda foi caracterizada por frequentes mudanças de formação. O guitarrista original Scott McCullough passou a formar Rusty, então Kastner recrutou Jonathan Cummins da banda punk Circus Lupus depois que Cummins se mudou para Montreal, a partir de Toronto. Jon Asencio (também conhecido como John Bondhead) tocava baixo e Brock Pytel era o baterista da banda. A banda começou a trabalhar com o gerente / produtor Dan McConomy, que estava trabalhando para um filme do produtor Robin Spry que precisava de uma música para uma cena de skate. McConomy pediu à banda que regravasse os solos de guitarra com Jonathan Cummins. Embora o selo original Restless Records tenha falido, um acordo foi feito para que a Electric Distribution no Canadá e o Malaco nos Estados Unidos pudessem lançar o álbum. A banda abriu o Red Hot Chili Peppers em sua turnê canadense depois de alcançar o No. 1 vaga em Independent Retail Sales e College Radio Chart.
Seu segundo álbum, Home Again, foi lançado em 1988 pela Restless Records.
Pytel deixou a banda em 1990 e se mudou para a Índia para estudar meditação. Ele foi substituído por Paul Newman no terceiro álbum da banda, Happy Accidents. Após o lançamento e a turnê desse álbum, Asencio saiu e foi substituído pelo baixista John Deslaurier, que apareceu no EP subsequente de 5 músicas When Up Turns to Down que apresenta uma capa de "Private Idaho" dos B-52. O EP foi lançado como parte da compra do contrato pela Enigma/Restless.

## Sucesso mainstream
Deslaurier partiu em 1992 e foi substituído por Peter Arsenault, anteriormente da banda Jellyfishbabies. O gerente James MacLean fez uma compra do contrato de gravação existente da banda com a gravadora americana Restless/Enigma records e a banda assinou com a A&M Records.
Eles então recrutaram Daniel Rey e Dave Ogilvie para produzir sua estréia na gravadora, Crush, lançada em agosto de 1993. "Shine" foi o single principal do álbum e se tornou o maior hit da banda no Top 40. Shine ganhou um CASBY de melhor single em 1994. "Neighbourhood Villain" e "Fix Me" também foram singles notáveis do álbum. O Crush foi certificado em ouro no Canadá em 1996. Enquanto isso, "Shine" foi votado em 2000 como o 26º "Melhor Single Canadense de Todos os Tempos" da Chart Magazine, e foi usado pelo canal de videoclipe canadense Much Music como música tema do seu show de rock alternativo chamado "The Wedge".
Seu próximo e último álbum até o momento foi Turn Me On, de 1996. Foi coproduzido por Ted Niceley e Daniel Rey e gerou os singles "I Never Liked You" e "Everything and After". O álbum promoveu o estilo pop punk da banda e, posteriormente, Cummins deixou a banda, citando a "falta de margem" e a venda comercial da banda.[carece de fontes?] Ele foi substituído pelo restante da turnê da banda por Wiz, ex-cantor/guitarrista do Mega City Four. Wiz co-escreveu duas músicas cada uma em Turn Me On e Crush, incluindo "Shine". No entanto, após o final da turnê (como o ato de abertura do The Offspring), a banda se separou.
Em 2003, sua primeira demo, La Majeure, foi lançada.

## Pós-dissolução
Kastner formou posteriormente a All Systems Go! com Marc Arnold e Frank Daly, da Big Drill Car. Ele é casado com Nicole de Boer e vive em Silverlake, Califórnia . Eles têm uma filha, Summer Lee. Seu primeiro álbum solo, intitulado Have You Seen Lucky, foi lançado em junho de 2006. Ele também compôs várias trilhas sonoras de filmes e TV, incluindo trabalhos sobre Phil the Alien, Universal Soldier e B.R.A.T.S of the Lost Nebula. Em 2000, Kastner e Jon Bond Head fizeram uma participação especial no álbum solo de Brock Pytel, Second Choice. Em 2008, Kastner fez uma turnê com Bran Van 3000 e gravou um álbum com eles.
A Cummins formou a banda Bionic. Ele também produziu vários álbuns e também passou seis meses tocando nos Besnard Lakes. Ele escreve uma coluna de música para The Montreal Mirror.
Wiz formou Serpico e Ipanema, mas morreu em Londres, Inglaterra, em 6 de dezembro de 2006, de um coágulo de sangue no cérebro.
Paul Newman trabalhou como gerente de estradas depois que os Doughboys terminaram. Mais tarde, ele se juntou ao The Forgotten Rebels. Atualmente, ele toca na banda de Big Rude Jake, Blue Mercury Coupe. Paul atualmente é um dos principais técnicos de turnês do Coldplay em todo o mundo.
Atualmente, Brock Pytel toca guitarra e lidera os SLIP ~ ons de East Vancouver.

## Reuniões
Os Doughboys se reuniram brevemente no verão de 2011 como apoio à perna canadense de uma turnê do Foo Fighters. Não existem planos para estender a reunião além da turnê ou para criar novas músicas. A banda também se reuniu brevemente para tocar no Festival Pagan de Montreal em 2010 e 2014.

## Discografia

### Álbuns LP
- Whatever, (MTL Records, 1987)
- Home Again, (Restless Records, 1989)
- Happy Accidents, (Restless Records, 1990)
- Crush, (A&M Records, 1993)
- Turn Me On, (A&M Records, 1996)

### EPs
- When Up Turns To Down, (Restless Records/Emergo, 1991)
- Blanche, (A&M Records, 1993)

### Músicas
- Your Related/Stranger from Within/Forecast, 7", (Sem etiqueta, 1988), (Promoção, limitada a 500 cópias)
- Home Again Live, 7", (Black Box Records, 1991)
- Disposable, Single, (A&M Records, 1993)
- Shine, Single, (A&M Records, 1993)
- Shine, Maxi, (A&M Records, 1993)
- I Never Liked You (Turn Me On, 1996)
- Everything And After (Turn Me On, 1996)
- La Majeure 1987, 7 ", (Boss Tuneage Records, 2003)

### Álbuns de compilação
- More Than a State of Mind, (Restless Records, 1990) - apresenta a faixa "I Won't Write You a Letter"
- Black Box Compilation, (Black Box Records, 1992) - apresenta a faixa Stole Yer Love" (ao vivo)
- Something's Gone Wrong Again: The Buzzcocks Covers Compilations, (C/Z Records, 1992) - apresenta a faixa "Why She's a Girl from the Chainstore"
- A Tribute to Hard Core Logo, (BMG Music, 1996) - apresenta a faixa "Something's Gonna Die Tonight"[17]

## Vídeos
- "Deep End" (1991)
- "Shine" (1993)
- "Fix Me" (1993)
- "Neighbourhood Villain" (1994)
- "I Never Liked You" (1996)
- "Everything And After" (1997)[1]